# Personnel de la MLW
La Major League Wrestling (MLW) est une fédération de catch américaine basée à New Rochelle . Des catcheurs et des talents à l'écran (commentateurs, managers, arbitres) apparaissent sur MLW Fusion et lors d' événements en direct . Le personnel est organisé ci-dessous en fonction de son rôle dans la MLW. Leur nom de ring est à gauche et leur vrai nom à droite. La MLW se réfère à ses interprètes sur le ring comme des « combattants » par opposition à la nomenclature traditionnelle « lutteurs » pour se séparer des autres fédérations, tout en faisant référence à la position traditionnelle de manager ou valet comme « promoteur ».
MLW a des partenariats internationaux avec la Dragon Gate, l'IWA Puerto Rico, la Lucha Libre AAA Worldwide et la Pro Wrestling Noah . Les catcheurs de ces fédérations peuvent faire des apparitions occasionnelles sur les événements et la programmation de MLW.

## Liste

### Catcheurs
| Nom de ring        | Nom réel                   | Notes                            |
| ------------------ | -------------------------- | -------------------------------- |
| Alex Hammerstone   | Alex Rohde                 |                                  |
| Ariel Dominguez    | Ariel Dominguez            |                                  |
| Babathunder        | Babatunde Aiyegbusi        |                                  |
| Bárbaro Cavernario | Leonardo Ayala             |                                  |
| Bishop Dyer        | Thomas Pestock             | MLW World Tag Team Champion      |
| Blue Panther Jr    | Inconnu                    |                                  |
| Bobby Fish         | Robert Fish                |                                  |
| Brock Anderson     | Brock Lunde                |                                  |
| C.W. Anderson      | Christopher Wright         |                                  |
| Dark Panther       | Inconnu                    |                                  |
| Diego Hill         | Diego Hill                 |                                  |
| Don Gato           | Inconnu                    |                                  |
| Donovan Dijak      | Christopher Dijak          | MLW World Tag Team Champion      |
| Ikuro Kwon         | Tristen Thai               |                                  |
| Jesus Rodriguez    | Jesus Rodriguez            |                                  |
| KENTA              | Kenta Kobayashi            |                                  |
| Kushida            | Yujiro Kushida             |                                  |
| Mads Krügger       | Matthew Waters             |                                  |
| Magnus             | Inconnu                    |                                  |
| Máscara Dorada     | Inconnu                    |                                  |
| Matt Riddle        | Matthew Riddle             | MLW World Heavyweight Champion   |
| Matthew Justice    | Matthew Hannan             |                                  |
| Místico            | Luis Ignacio Urive Alvirde |                                  |
| Mr. Thomas         | Thomas Stintsman           |                                  |
| Okumura            | Shigeo Okumura             |                                  |
| Paul London        | Paul London                |                                  |
| Paul Walter Hauser | Paul Walter Hauser         |                                  |
| Rugido             | Inconnu                    |                                  |
| Satoshi Kojima     | Satoshi Kojima             |                                  |
| Star Jr            | Isaías Hernández López     |                                  |
| Templario          | Inconnu                    |                                  |
| Titán              | Inconnu                    |                                  |
| Tom Lawlor         | Thomas Joseph Lawlor       |                                  |
| Último Guerrero    | José Gutierrez Hernández   | MLW National Openweight Champion |
| Zandokan Jr        | Inconnu                    |                                  |

### Catcheuses
| Nom de ring           | Nom réel        | Notes                                      |
| --------------------- | --------------- | ------------------------------------------ |
| Alejandra Quintanilla | Inconnue        |                                            |
| Ava Everett           | Evie Rodgerson  |                                            |
| Gigi Rey              | Inconnue        |                                            |
| Himawari              | Himawari Unagi  |                                            |
| Miyu Yamashita        | Miyu Yamashita  |                                            |
| Shoko Nakajima        | Shoko Nakajima  | MLW World Women’s Featherweight Championne |
| Shotzi                | Ashley Urbanski |                                            |
| Wakana Uehara         | Inconnue        |                                            |
| Yuki Kamifuku         | Inconnue        |                                            |

## Arbitres
| Nom de ring        | Vrai nom      | Remarques |
| ------------------ | ------------- | --------- |
| Larry Peace        | Larry Peace   |           |
| Rodney Hunter      | Rodney Hunter |           |
| Steven Kai Douglas | Steven Felger |           |

## Managers et valets
| Nom de ring        | Vrai nom            | Remarques                           |
| ------------------ | ------------------- | ----------------------------------- |
| Cesar Duran        | Luis Fernández-Gil  | Match-Maker                         |
| Saint-Laurent      | Jared Saint-Laurent | Promoteur de World Titan Federation |
| Salina de la Renta | Natalia Class       | Promoteuse de Promociones Dorado    |

## Équipe de diffusion
| Nom de ring    | Vrai nom           | Remarques    |
| -------------- | ------------------ | ------------ |
| Austin Aries   | Daniel Solwold Jr. | Commentateur |
| Joe Dombrowski | Joe Dombrowski     | Commentateur |

## Personnel hors écran
| Nom              | Remarques                                                  |
| ---------------- | ---------------------------------------------------------- |
| Alex Greenfield  | Producteur                                                 |
| Biff Lawson      | Producteur                                                 |
| Bill Mooney      | Chef opérateur                                             |
| Charlie Bruzzese | Équipe des opérations TV                                   |
| Court Bauer      | Directeur général Booker                                   |
| Eddie Arocho     | Producteur de contenu numérique                            |
| Michael Kitlas   | Directeur senior Responsable de la conformité COVID-19     |
| Nelson Sweglar   | Chef des opérations TV Coordonnateur principal des talents |
| Preston Beckman  | Conseil d'administration                                   |
| Rick Tugman      | Réalisateur                                                |
| Scott Levy       | Producteur                                                 |
| Tom George       | Journaliste                                                |